# 开映射定理
在泛函分析中，开映射定理（open mapping theorem，亦称巴拿赫-绍德定理 (Banach–Schauder theorem) 或巴拿赫定理 (Banach theorem)）是一个基本的结果，它说明如果巴拿赫空间之间的连续线性算子是满射的，那么它就是一个开映射。更加精确地(Rudin 1973，定理2.11):
- 如果X和Y是巴拿赫空间，A : X → Y是一个满射的连续线性算子，那么A就是一个开映射（也就是说，如果U是X内的开集，那么A(U)就是Y内的开集）。

该定理的证明用到了贝尔纲定理，X和Y的完备性都是十分重要的。如果仅仅假设X或Y是赋范空间，那么定理的结论就不一定成立。然而，如果X和Y是弗雷歇空间，那么定理的结论仍然成立。

## 结果
开映射定理有一些重要的结果：
- 如果A : X → Y是巴拿赫空间X和Y之间的双射连续线性算子，那么逆算子A-1 : Y → X也是连续的。(Rudin 1973，推论2.12)

- 如果A : X → Y是巴拿赫空间X和Y之间的线性算子，且如果对于X内的每一个序列(xn)，只要xn → 0且Axn → y就有y  = 0，那么A就是连续的（闭图像定理）。(Rudin 1973，定理2.15)

## 证明
我们需要证明，如果A : X → Y是巴拿赫空间之间的连续线性满射，那么A就是一个开映射。为此，只需证明A把X内的单位球映射到Y的原点的一个邻域。
设U，V分别为X和Y内的单位球。那么X是单位球的倍数k U的序列的并集，k ∈ N，且由于A是满射， 
{\displaystyle Y=A(X)=A{\Bigl (}\bigcup _{k\in \mathbb {N} }kU{\Bigr )}=\bigcup _{k\in \mathbb {N} }A(kU).}
根据贝尔纲定理，巴拿赫空间Y不能是可数个无处稠密集的并集，故存在k > 0，使得A(kU)的闭包具有非空的内部。因此，存在一个开球B(c, r)，其中心为c，半径r > 0，包含在A(kU)的闭包内。如果v ∈ V，那么c + r v和c位于B(c, r)内，因此是A(k U)的极限点，根据加法的连续性，它们的差rv是A(k U) − A(k U) ⊂ A(2k U)的极限点。根据A的线性，这意味着任何v ∈ V都位于A(δ −1 U)的闭包内，其中δ = r / (2k)。于是可以推出，对于任何y ∈ Y和任何ε > 0，都存在某个x ∈ X，满足：
{\displaystyle \ ||x||<\delta ^{-1}||y||\quad } 且 {\displaystyle \quad ||y-Ax||<\varepsilon .\quad (1)}
固定y ∈ δ V。根据(1)，存在某个x 1，满足||x 1|| < 1且||y − A x 1|| < δ / 2。定义序列{xn}如下。假设：
{\displaystyle \ ||x_{n}||<2^{-(n-1)}\quad } 且 {\displaystyle \quad ||y-A(x_{1}+x_{2}+\cdots +x_{n})||<\delta \,2^{-n}\,;\quad (2)}
根据(1)，我们可以选择x n +1，使得：
{\displaystyle \ ||x_{n+1}||<2^{-n}\quad } 且 {\displaystyle \quad ||y-A(x_{1}+x_{2}+\cdots +x_{n})-A(x_{n+1})||<\delta \,2^{-(n+1)},}
因此x n +1满足(2)。设
{\displaystyle \ s_{n}=x_{1}+x_{2}+\cdots +x_{n}.}
从(2)的第一个不等式可知，{sn}是一个柯西序列，且由于X是完备的，sn收敛于某个x ∈ X。根据(2)，序列A sn趋于y，因此根据A的连续性，有A x = y。而且：
{\displaystyle ||x||=\lim _{n\rightarrow \infty }||s_{n}||\leq \sum _{n=1}^{\infty }||x_{n}||<2.}
这表明每一个y ∈ δ V都属于A(2 U)，或等价地，X内的单位球的像A(U)包含了Y内的开球(δ / 2) V。因此，A(U)是Y内0的邻域，定理得证。

## 推广
X 或Y 的局部凸性不是十分重要的，但完备性则是：当X和Y是F空间时，定理仍然成立。更进一步，这个定理可以用以下的方法与贝尔纲定理结合(Rudin，定理2.11)：
- 设X为F空间，Y为拓扑向量空间。如果A : X → Y是一个连续线性算子，那么要么A(X)是Y内的贫集，要么A(X) = Y。在后一个情况中，A是开映射，Y也是F空间。

更进一步，在这个情况中，如果N是A的核，那么A有一个标准分解，形如下式：
{\displaystyle X\to X/N{\overset {\alpha }{\to }}Y}
其中X / N是X对闭子空间N的商空间（也是F空间）。商映射X → X / N是开放的，且映射α是拓扑向量空间的同构(Dieudonné，12.16.8)。